# NGC 6373
NGC 6373 هي مجرة تتبع كوكبة التنين. اكتشفها لويس سويفت في 13 يونيو 1885.

## روابط خارجية
- NGC 6373 على موقع ويكي سكاي: DSS2, SDSS, GALEX, IRAS, Hydrogen α, X-Ray, Astrophoto, Sky Map, Articles and images